# Paractis dietzii
Paractis dietzii is een zeeanemonensoort uit de familie Actiniidae. De anemoon komt uit het geslacht Paractis. Paractis dietzii werd in 1864 voor het eerst wetenschappelijk beschreven door Duchassaing & Michelotti. 